# Gianfrancesco I Gonzaga
Gianfrancesco I Gonzaga, född 1395, död 1444, var regerande länsherre i Mantua 1407-1444. Han regerade först enbart som länsherre, men hade från 1433 titeln markis. 